# Masasteron mas
Masasteron mas là một loài nhện trong họ Zodariidae.
Loài này thuộc chi Masasteron. Masasteron mas được Rudy Jocqué miêu tả năm 1991.